# Коц, Яков Иосифович
Яков Иосифович Коц (8 января 1931 года, Оренбург — 8 ноября 2014 года, там же) — советский и российский врач, доктор медицинских наук, профессор, заслуженный деятель науки Российской Федерации (1996).

## Биография
В 1952 г. окончил Оренбургский медицинский институт. Работал в Ташлинской районной больнице, затем вернулся в медицинский институт, где на кафедре госпитальной терапии прошел путь от ассистента до заведующего. В 1963 г. он защитил кандидатскую диссертацию «Функциональное состояние коры надпочечников при сердечной недостаточности», в 1972 г. — докторскую диссертацию «Сердечно-сосудистая патология и электролитный обмен».
Доктор медицинских наук, профессор, заслуженный деятель науки РФ (1996).
Автор более 300 научных работ и 6 изобретений, соавтором учебника «Внутренние болезни» и нескольких коллективных монографий, среди которых «Ишемическая болезнь сердца» в 1989 г. была удостоена премии АМН СССР им. Г. Ф. Ланга. Под его руководством выполнено 10 диссертаций на соискание ученой степени доктора медицинских наук и 49 — кандидата медицинских наук.
В течение ряда лет исполнял обязанности вице-президента Общества специалистов по сердечной недостаточности.